# Guillem de Torrelles i Marquet
Guillem de Torrelles i Marquet (ca. 1300/1305 - Tortosa, 16 de febrer de 1379), eclesiàstic i home d'estat, fou conseller de Pere el Cerimoniós i bisbe d'Osca, de Barcelona i de Tortosa.
Membre d'una família noble originària de Torrelles, terme del castell de Cervelló, fou fill d'Arnau de Torrelles, senyor del castell de Rubí i primer procurador del regne de València dellà Xixona (1313-1316), i de Constança Marquet. Els seus germans foren Ramon, el major, Arnau, Blanca, casada amb el senyor de Tivissa i Sitges, i Humbert, que arribà a ésser baró de Banyalbufar.
A les darreries de 1319 marxa a estudiar a Montpeller
En 1332 ja era canonge de la catedral de Girona, i en 1345 canonge de la catedral de Barcelona. Des de 1332 fins a 1357 serveix al bisbe i al capítol de Girona en diversos encàrrecs: procurador al concili provincial de 1339, procurador del bisbe a les Corts de 1340, representant del bisbe davant l'arquebisbe de Tarragona (1343), i des de 1350, o poc abans, actua com a procurador del bisbe a la cort papal per resoldre diversos assumptes, com en les visites "ad limina" de 1350 i 1351. A Girona és nomenat paborde de juny i a Barcelona, prepòsit de setembre. Durant les seves contínues visites a Avinyó també actua com a procurador reial davant la cúria pontifícia, com en la negociació pel tribut de Sardenya (1349-1350). El 12 de novembre de 1349 el capítol de la catedral de Mallorca el nomena bisbe, però aquesta decisió no tindrà cap efecte, ja que el 13 de novembre el papa elegeix a Antoni de Colell.
El 24 de novembre de 1357 el papa Innocenci VI el nomena bisbe d'Osca. Habitualment absent del bisbat, en les funcions de conseller del rei, en les darreries de 1360, visitant la catedral de Jaca, la mort violenta d'un canonge d'Osca l'obliga a tornar a la seva diòcesi per solucionar el conflicte.
El papa Innocenci VI el 18 de juny de 1361 el promou al bisbat de Barcelona, i pren possessió el 10 d'agost del mateix any. Realitza visites pastorals els anys 1363 i 1366; assisteix a diversos concilis provincials, i en el de 1367 és elegit representant del concili davant la cort papal per a tractar sobre la immunitat dels béns eclesiàstics; crea l'aula de lectura de teologia en la catedral amb 30 lliures de sou; i dona a la catedral una creu d'argent i un orgue. Durant tot el seu pontificat promou l'alliberament dels esclaus cristians, oposant-se al consell municipal barceloní, que defensava els drets dels propietaris dels esclaus, i al rei, que li retreu per actuar fora de la seva jurisdicció.
El 14 de març de 1369 el papa Urbà V el promou a un nou bisbat, aquesta vegada al bisbat de Tortosa. Durant el seu pontificat visita la diòcesi el 1375, i publica constitucions els anys 1371 i 1378, aquest darrer durant la celebració del sínode, el 4 de maig. Promou les obres de la catedral amb indulgències i cedint els rèdits dels beneficis vacants.
Mor el 16 de febrer de 1379, i fou soterrat a la capella de santa Càndida de la catedral. Anys més tard foren traslladades les seves despulles al claustre.